# Haus Torley

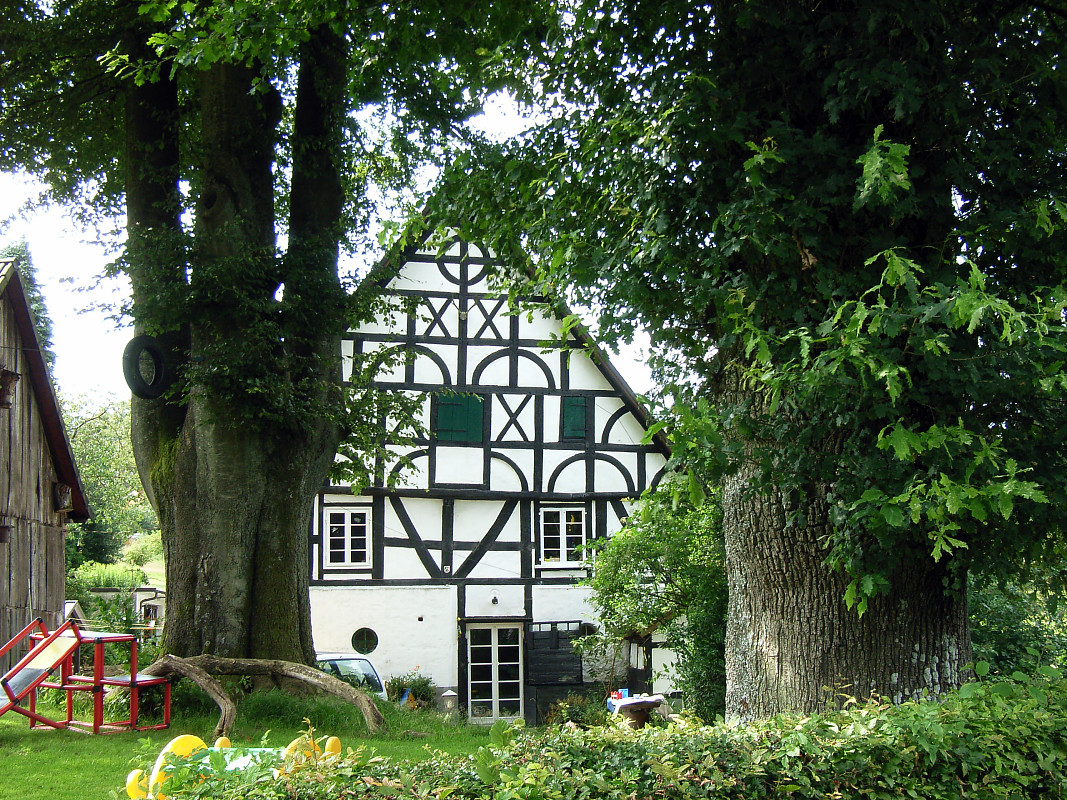
Haus Torley

Das Haus Torley (zeitweise auch Haus Jonas) ist ein ca. 400 Jahre altes Wohnhaus im Ortsteil Großenbernberg der Stadt Gummersbach in Nordrhein-Westfalen. Das Gebäude wurde 1592 erbaut und ist heute eines der ältesten, über die Kriegszeiten erhaltene, Häuser in Gummersbach. Seit dem Bau wurde an das Haus Torley ganze drei Mal angebaut, womit es um die doppelte Fläche erweitert wurde.

## Lage
Das historische und denkmalgeschützte Gebäude befindet sich im heutigen Ortsteil Großenbernberg, Am Krusenberg 5, in Gummersbach. Das Grundstück, auf dem das Haus steht, liegt in unmittelbarer Nähe zur Straße Am Krusenberg und ist durch ein Tor von der Straße getrennt. Hinter dem Tor befindet sich ein Weg, der direkt zum Haus führt. Die linke Seite des Grundstückes grenzt an die Straße Im Inken. Die rechte und hintere Seite grenzt an weitere Wald- und bebaute Grundstücke des Ortsteils Großenbernberg. 

## Beschreibung
Das aufwändig konstruierte Fachwerkhaus wurde gemäß der fränkischen Bautradition als Querdielenhaus errichtet und beeindruckt durch einen kunstvoll gestalteten Fachwerkgiebel.  Es erstreckt sich über zwei Etagen, einen kleinen Gewölbekeller und einen Speicher. Der Haupteingang ist in der Mitte des Hauses zur Straße hin ausgerichtet. Beim Betreten des Erdgeschosses befand sich rechts die Stube und links der Stall. Im Obergeschoss waren Schlafzimmer und Vorratskammer zu finden. Das Dachgeschoss verfügte über einen Speicher für Nahrungsmittel, Tierfutter und Stroh. Der Gewölbekeller des Hauses stammt aus dem 17. Jh. Ein Beleg hierfür sind zwei Balken, mit eingeschnitzten lateinischen Inschriften: PER ASPERA AD ASTRA 1665 (Durch Mühe zu den Sternen) und: IN NOMINE DEI 1675: MAGDALENA SMITS IOHANNIS BOLENY PASTORIS VIDUA EIUS Q 4 LIBERI MAGRETA CHRISTIANUS KUNIGUNDE ET CATARINA HANC CELLAM EXTRUI CURARUNT (Im Namen des Herrn 1675: Magdalena Schmitz, des Pastor Johann Bolenius Witwe, und seine vier Kinder Magreta, Christianus, Kunigunde und Catarina ließen diese Kellermauern errichten). Im Haus befindet sich außerdem ein sogenanntes „Studierzimmer“, welches, so sagt man sich, dem Priester gehörte, der zur Kapelle „an den Linden“ gehörte.
Auf dem Grundstück befanden sich vor dem Haus damals zwei große Teiche, wovon der eine auf der heutigen Straße zu finden war. Zu heutiger Zeit (Stand 2023) befindet sich immer noch ein großer Teich rechts am Eingang des Grundstücks (von der Straße kommend). Durch das Bestehen der beiden Teiche ist der Boden heutzutage immer noch sehr wasserbeständig, was oftmals zu spüren ist, wenn beispielsweise etwas tiefer gegraben wird. Hinzukommend gab es seitlich des Anwesens einen Brunnen, durch den man früher das Trinkwasser bezog. Dies war jedoch kein richtiger Schachtbrunnen, sondern führte lediglich Wasser, das unter einem dicken Stein hervorsprudelte und zum Teich hinunter floss.

## Geschichte
Das historische Haus Torley wurde im Jahr 1592 (Bauherr unbekannt) errichtet und zählt zu den ältesten erhaltenen Wohnhäusern in Gummersbach. Im Laufe der Jahre wurde das Anwesen mehrfach durch Anbauten erweitert. 1665 erfolgte die erste bekannte Umgestaltung, als es im Besitz des damaligen Pfarrers Johann Bolenius war. Ab dem Jahr 1700 befand sich das Anwesen im Besitz der namensgebenden Familie Torley. Der Ahnherr dieser Familie war ein schwedischer Offizier, der sich während des Dreißigjährigen Krieges im Oberbergischen Kreis niedergelassen hatte. Etwa im Jahr 1880 wurde eine Scheune auf dem Grundstück hinzugefügt. Zu dieser Zeit existierte auch ein dazugehöriges Backhaus („Backes“), das jedoch im Jahr 1943 durch eine Fliegerbombe während des Zweiten Weltkrieges zerstört wurde.
Das Wohngebäude wurde zuletzt in den 1960er Jahren umgebaut und ist heute (Stand 2023) in zwei Wohneinheiten unterteilt. In der ersten Wohneinheit befindet sich im Erdgeschoss ein Stübchen, ein Kuhstall, sowie ein kleiner Flur mit einem Treppenaufgang. Im 1. Stock befindet sich des Weiteren eine Küche, ein Badezimmer sowie drei weitere Zimmer. In der anderen Wohnhälfte des Hauses befindet sich im Erdgeschoss ein Wohnzimmer, eine Küche, ein Flur, sowie ein Badezimmer, ein zweiter Ausgang, ein Eingang in einen kleinen Gewölbekeller und ein Treppenaufgang. Im Obergeschoss befinden sich zudem vier weitere Zimmer.